# Град који се ужасавао заласка сунца
Град који се ужасавао заласка сунца (енгл. The Town That Dreaded Sundown) амерички је хорор филм из 1976. године, редитеља Чарлса Б. Пирса са Беном Џонсоном, Ендруом Прајном и Даун Велс у главним улогама. Рађен је по истинитим убиствима која су се одиграла у Тексаркани током 1946. године и која никада нису разјашњена. Наратор Верн Стирман на почетку филма обавештава гледаоце да је прича коју ће видети истинита и да су промењена само имена људи. 
Филм је премијерно приказан у Тексаркани 17. децембра 1976. Остварио је солидан комерцијални успех зарадивши 5 милиона долара са десетоструко мањим буџетом. Добио је помешане критичара и публике. У рецензији Њујорк тајмса наводи се да све осим глуме главних глумаца изгледа непрофесионално. На сајту Ротен томејтоуз оцењен је са 42%.
Године 2014. снимљен је мета-наставак под истим насловом.

## Радња
Осам месеци након краја Другог светског рата мистериозни серијски убица познат под надимком „Фантом” почиње да прогони становнике мирног града Тексаркана, на граници Арканзаса и Тексаса. Група локалних полицајаца покушава да открије идентитет убице и спречи нова убиства.

## Улоге
| Глумац          | Улога                      |
| --------------- | -------------------------- |
| Бен Џонсон      | капетан Џ. Д. Моралес      |
| Ендру Прајн     | заменик Норман Рамзи       |
| Даун Велс       | Хелен Рид                  |
| Џими Клем       | наредник Мал Грифин        |
| Џим Кити        | шеф полиције Р. Џ. Саливан |
| Чарлс Б. Пирс   | полицајац Е. К. Бенсон     |
| Роберт Акино    | шериф Отис Баркер          |
| Синди Батлер    | Пеги Лумис                 |
| Кристин Елсворт | Линда Меј Џенкинс          |
| Бад Дејвис      | Фантом                     |